# Elias (Lied)
Elias ist ein Lied des deutschen Synthiepop-Duos Wolfsheim. Das Stück ist die einzige Singleauskopplung aus der im Folgejahr erschienenen Kompilation 55578.

## Entstehung und Artwork
Geschrieben wurde das Lied von den beiden Wolfsheim-Mitgliedern Peter Heppner und Markus Reinhardt. In Zusammenarbeit mit José Alvarez-Brill produzierten die beiden auch die Single. Gemastert wurde das Stück unter der Leitung von Carlos Perón. Die Single wurde unter dem Musiklabel Strange Ways Records veröffentlicht und durch Indigo vertrieben. Die Aufnahmen fanden im The Factory Tonstudio in Aachen statt. Auf dem schwarz-weißen Cover der Maxi-Single ist – neben Künstlernamen und Liedtitel – ein Porträt zweier Gesichter zu sehen. Das eine Gesicht hat einen traurigen Gesichtsausdruck, dass andere Gesicht schaut in Richtung des traurigen Gesichtes und erweckt einen lachenden Ausdruck. Das Artwork bzw. die Zeichnung stammt von Heppner selbst. Auf der Rückseite befindet sich das Zitat: „Evelyn cuts our hair. Dedicated to no-one“.

## Veröffentlichung und Promotion
Die Erstveröffentlichung von Elias erfolgte am 22. April 1994 in Deutschland. Die Maxi-Single beinhaltet neben der Radioversion eine Extended Version mit dem Titel Elias (Drumless Mix). Weitere B-Seiten sind Lovesong (Club Mix), Lovesong (Short-Cut) und Tender Days (Indian Mix). Die beiden Titel Lovesong und Tender Days sind auf dem vorangegangenen Studioalbum Popkiller zu finden.

## Hintergrundinformation
Bei Elias handelt es sich um eine Neuauflage des Originals, welches bereits 1989 auf der zweiten Wolfsheim-Demo Any But Pretty veröffentlicht wurde. Im Original wurde das Lied in kompletter Eigenregie von Heppner und Reinhardt aufgenommen, komponiert und produziert. Auf einem regulären Studioalbum war das Stück nie enthalten.

## Inhalt
Der Liedtext zu Elias ist in englischer Sprache verfasst. Die Musik und der Text wurden gemeinsam von Peter Heppner und Markus Reinhardt verfasst. Musikalisch bewegt sich das Lied im Bereich des Synthiepops. Aufgebaut ist das Lied auf zwei Strophen und einem Refrain dazwischen sowie am Ende des Liedes. Das Tempo der Radioversion beträgt 194, dass der Extended Version 97 Beats per minute. Inhalitlich handelt das Stück von einem Mensch, dessen Inneren sich selbst Geschichten von einer Person namens Elias erzählt. Geschichten über eine unschuldige Person, die für ihn selbst alle der Wahrheit entsprechen.
| “I don’t want to forget… … to regret. … to remember all the time. … everything. … all these years.” – Refrain, Originalauszug | „Ich möchte nicht vergessen… … zu bereuen. … mich an die Zeit zu erinnern. … alles. … all die Jahre.“ – Refrain, Übersetzung |

## Mitwirkende
| Liedproduktion - José Alvarez-Brill: Musikproduzent - Peter Heppner: Artwork (Cover), Komponist, Liedtexter, Musikproduzent - Carlos Perón: Mastering - Markus Reinhardt: Komponist, Liedtexter, Musikproduzent | Unternehmen - Indigo: Vertrieb - Strange Ways Records: Musiklabel - The Factory: Tonstudio |